# A magyar női labdarúgó-válogatott mérkőzései 1990-ben
A magyar női labdarúgó-válogatott az év során összesen hat mérkőzést vívott. Az összes mérkőzés tétmérkőzés volt. A mérleg: két győzelem és négy vereség. Négy Európa-bajnoki-selejtező volt, amellyel a válogatott csoportjában a második helyen végzett az NSZK válogatottja mögött, így bejutott a negyeddöntőbe. Ezzel története legnagyobb sikerét érte el. A legjobb nyolc között a norvég válogatott volt az ellenfél, amely kettős győzelemmel jutott tovább. Az 1991-es Európa-bajnoki döntőben végül NSZK győzött hosszabbításban Norvégia ellen 3–1-re.
Szövetségi kapitány:
- Eipel Ferenc

## Mérkőzések
| 34. mérkőzés 1990. május 26. Eb-selejtező | Magyarország                          | 2 – 0             | Csehszlovákia | Esztergom Nézőszám: 1 500 Játékvezető: Kefalasz Theodorosz (GRE) |
| 34. mérkőzés 1990. május 26. Eb-selejtező | Vrábel 13' 15' Bárfy 38' Bilicsné 69' | (2 – 0) Részletek | Boliková 18'  | Esztergom Nézőszám: 1 500 Játékvezető: Kefalasz Theodorosz (GRE) |

| 35. mérkőzés 1990. június 9. Eb-selejtező | Magyarország                              | 2 – 0             | Bulgária | Dorog Nézőszám: 500 Játékvezető: Alfred Wieser (AUT) |
| 35. mérkőzés 1990. június 9. Eb-selejtező | Mladenova 3' (öngól) Főfai 38' (11-esből) | (2 – 0) Részletek |          | Dorog Nézőszám: 500 Játékvezető: Alfred Wieser (AUT) |

| 36. mérkőzés 1990. szeptember 29. Eb-selejtező | Csehszlovákia                               | 3 – 0             | Magyarország                   | Varannó Nézőszám: 3 000 Játékvezető: Szergej Grigorjevics Huszainov (URS) |
| 36. mérkőzés 1990. szeptember 29. Eb-selejtező | Haniaková 32' Paollettiová 60' Minksová 74' | (1 – 0) Részletek | Kiss Lászlóné 50' Bilicsné 62' | Varannó Nézőszám: 3 000 Játékvezető: Szergej Grigorjevics Huszainov (URS) |

| 37. mérkőzés 1990. október 14. Eb-selejtező | Magyarország             | 0 – 4             | Németország                                                      | Sopron Nézőszám: 1000 Játékvezető: Pierluigi Magni (ITA) |
| 37. mérkőzés 1990. október 14. Eb-selejtező | Fülöp 27' Nagyabonyi 39' | (0 – 3) Részletek | Unsleber 5' (11-esből) Voss 28' Lohn 33' Wiegmann 48' (11-esből) | Sopron Nézőszám: 1000 Játékvezető: Pierluigi Magni (ITA) |

| 38. mérkőzés 1990. november 14. Eb negyeddöntő | Norvégia               | 2 – 1             | Magyarország         | Kristiansand Nézőszám: 1 000 Játékvezető: Michał Listkiewicz (POL) |
| 38. mérkőzés 1990. november 14. Eb negyeddöntő | Riise 62' Stenberg 72' | (0 – 0) Részletek | Tóth J. 43' Kern 79' | Kristiansand Nézőszám: 1 000 Játékvezető: Michał Listkiewicz (POL) |

| 39. mérkőzés 1990. november 25. Eb negyeddöntő | Magyarország | 0 – 2             | Norvégia                         | Budafok, Budapest Nézőszám: 300 Játékvezető: Karl-Josef Assenmacher (GER) |
| 39. mérkőzés 1990. november 25. Eb negyeddöntő |              | (0 – 1) Részletek | Haugen 23' (11-esből) Bakken 72' | Budafok, Budapest Nézőszám: 300 Játékvezető: Karl-Josef Assenmacher (GER) |